# Südthüringer Zeitung
Die Südthüringer Zeitung (stz) ist eine werktags in Bad Salzungen für Teile der Landkreise Wartburgkreis und Schmalkalden-Meiningen in Thüringen erscheinende regionale Tageszeitung. Die verkaufte Auflage beträgt 8131 Exemplare, ein Minus von 65,5 Prozent seit 1998.
Die Montagsausgabe wird seit dem 6. Januar 2025 nicht mehr gedruckt und ist nur noch digital erhältlich.

## Geschichte
Die Regionalzeitung erschien erstmals am 8. März 1990 in den damaligen Landkreisen Bad Salzungen, Schmalkalden, Eisenach und Meiningen als ein Projekt der Fuldaer Zeitung. Die Redaktion befand sich im Hochhaus des Volkseigenen Gutes (VEG) Gartenbau Barchfeld. Später erfolgte der Verkauf durch die Fuldaer Zeitung an den Süddeutschen Verlag; die Übernahme des größeren Partners Freies Wort scheiterte.

## Herausgeber und Redaktion
Herausgeber ist die Suhler Verlagsgesellschaft mbH & Co. KG. Chefredakteur von 1993 bis 2009 war Berthold Dücker, bis Januar 2012 Herbert Wessels, bis Oktober 2020 Walter Hörmann, aktuell ist es Marcel Auermann.

## Verbreitung
Die Südthüringer Zeitung erscheint heute in den Altkreisen Bad Salzungen und Schmalkalden. Sie kooperiert mit der im selben Gebiet erscheinenden Zeitung Freies Wort. Sitz der Redaktion und des Verlages ist heute das Salzunger Medienzentrum in Bad Salzungen.

## Regionalteile
- Bad Salzungen/Rhön
- Schmalkalden

## Auflage
Die Südthüringer Zeitung hat in den vergangenen Jahren erheblich an Auflage eingebüßt. Die verkaufte Auflage ist in den vergangenen 10 Jahren um durchschnittlich 5,1 % pro Jahr gesunken. Im vergangenen Jahr hat sie um 9,4 % abgenommen. Sie beträgt gegenwärtig 8131 Exemplare. Der Anteil der Abonnements an der verkauften Auflage liegt bei 93,5 Prozent.
| 1998  | 1999  | 2000  | 2001  | 2002  | 2003  | 2004  | 2005  | 2006  | 2007  | 2008  | 2009  | 2010  | 2011  | 2012  | 2013  | 2014  | 2015  | 2016  | 2017  | 2018  | 2019  | 2020  | 2021  | 2022 | 2023 | 2024 |
| ----- | ----- | ----- | ----- | ----- | ----- | ----- | ----- | ----- | ----- | ----- | ----- | ----- | ----- | ----- | ----- | ----- | ----- | ----- | ----- | ----- | ----- | ----- | ----- | ---- | ---- | ---- |
| 23543 | 22322 | 21729 | 20937 | 20127 | 19482 | 18815 | 17984 | 17474 | 16952 | 16712 | 16223 | 15997 | 15726 | 15034 | 14367 | 13686 | 13246 | 13034 | 12534 | 11959 | 11433 | 10931 | 10383 | 9537 | 8979 | 8131 |